# Theridion galerum
Theridion galerum là một loài nhện trong họ Theridiidae.
Loài này thuộc chi Theridion. Theridion galerum được Herbert Walter Levi miêu tả năm 1959.